# بخش سرآسیاب یوسفی
بخش سرآسیاب یوسفی، یکی از بخش‌های شهرستان بهمئی در استان کهگیلویه و بویراحمد ایران است.

## تقسیمات کشوری
- بخش سرآسیاب یوسفی
  - دهستان سرآسیاب یوسفی
  - دهستان آب الوان

شهر: سرآسیاب یوسفی

## جمعیت
براساس سرشماری عمومی نفوس و مسکن در سال ۱۳۹۵، جمعیت بخش سرآسیاب یوسفی برابر با ۳،۲۵۲ نفر بوده‌است.